# Felipe Antoja Vigo
Felipe Antoja Vigo (Barcelona, 12 de març de 1914 - Badalona, 7 de març de 1974) va ser un polític i empresari català, alcalde de Badalona durant deu anys entre el 3 de març de 1964 i el 7 de març de 1974, durant el franquisme, un dels que més va marcar la història de la ciutat al segle xx.

## Biografia
Tot i que es dedicà principalment a la política, Antoja fou també empresari. Fou propietari, gerent i president del consell d'administració de l'agència de viatges Barcino S.A. Fou també president honorari del Club Joventut Badalona i vocal del Consell d'Administració de la Caixa d'Estalvis Provincial de la Diputació de Barcelona. En l'àmbit familiar era casat, la seva dona va ser María Encarnación Barrera. El matrimoni va tenir un fill, Luis Felipe. El seu germà Eduard Antoja fou el fundador de Revista de Badalona el 1941, que depenia en un inici de la Delegació Provincial de Premsa i Propaganda de FET i de les JONS.

### Evolució política
Entrà a la política des de ben jove. Abans de la Guerra Civil, s'inicià a la Lliga Regionalista i després es passà a la Comunión Tradicionalista. Home amb una gran capacitat d'adaptació política. Empresonat durant la guerra, el 1939 va ser designat delegat comarcal d'ex-cautivos, un càrrec que mantindria tota la vida. A més, en aquest moment també entrà a formar part de la Falange, de fet hi entrà com a ex-captiu, en fou secretari local, i anà evolucionant la seva política amb el règims fins a arribar al desarrollismo pragmàtic, però sense renegar dels ideals falangistes. També milità en el catolicisme integrista. Fou membre d'Acció Catòlica. Col·laborà a través de càrrecs en l'Obra d'Exercicis Espirituals de l'Arquebisbat de Barcelona.
Segons els historiadors del Museu de Badalona, «[…] Antoja personificava l'essència del franquisme més pur i la seva evolució al llarg del temps.» A més, fou un home de caràcter autoritari que no deixava espai per a opinions contràries a la seva ni cap mena d'oposició a la seva forma de dur a terme la política local. N'és exemple el seu enfrontament amb el regidor Eduard Viñas, el qual havia acusat Antoja d'irregularitats financeres, que acabà condemnat per injúries i desacatament a l'alcalde. Així mateix era un home amb deliris de grandesa, li agradava ser condecorat, tenia una vara de comandament amb el puny d'or i intentava freqüentar amb les primeres autoritats de l'Estat, tot i que sí que era un home ben relacionat amb franquistes influents com Tomás Garicaño i Alejandro Rodríguez de Valcárcel; el juliol de 1972 aconseguí que Francisco Franco el rebés en audiència privada, de fet Antoja fou membre de la Guàrdia de Franco.

### Alcaldia
El seu ascens al càrrec d'alcalde va suposar la fi d'un període convuls a la corporació local, amb conflictes i destitucions dels diferents alcaldes que l'havien precedit. Antoja era regidor pel terç familiar, sense procés electoral, i havia estat partidari de Santiago March, enfrontant-se amb José Torras Trías, quelcom que li costà la tinença d'alcaldia de Governació que tenia des del 1961. A més, en aquell moment Torras intentava iniciar un procés de desvinculació amb la falange -no va exercir ni ostentar el títol de cap local del Movimiento, com era usual- per tal d'ampliar la base social de suport al règim, per tant el govern tingué una menor presència de falangistes. Torras refusà les pretensions de l'alcalde de Barcelona, Josep Maria Porcioles, de traslladar els barraquistes de Montjuïc i del Somorrostro a Badalona, i li costà el càrrec. Llavors la Falange local i Santiago Udina i Martorell recomanaren a Antoja, que esdevingué alcalde el 3 de març de 1964, aconseguint la «pacificació» de la corporació. Alhora va esdevenir Jefe Local del Movimiento, reprenent la tradició que aquest càrrec i el d'alcalde l'ocupessin la mateixa persona. A partir de 1967, i fins a la seva mort, també fou diputat provincial i a partir del 5 d'octubre de 1971 procurador en Corts en representació dels municipis de la província de Barcelona.
Com a alcalde, i durant els deu anys que ocupà el càrrec, aspirà a convertir Badalona en una ciutat gran augmentant el nombre d'habitants. En el marc d'aquesta política, el creixement urbanístic fou enorme, impulsà projectes molt polèmics: va adquirir la finca rústica de la masia de can Ruti; un projecte de construcció d'un nou ajuntament; intentà dur a terme el projecte de port esportiu i pesquer i la urbanització de grans espais buits de la ciutat, en especial el que portà a la creació del projecte de Montigalà-Batllòria. D'altra banda, en arribar al càrrec, el primer que va fer va ser acceptar les demandes de l'alcalde de Barcelona que significà l'arribada dels barraquistes establerts a Barcelona, això va condicionar que Badalona es convertís en una de les ciutats amb el pitjor nivell de qualitat de l'habitatge i, a més, feu necessària un alt nivell constructiu per suplir les mancances. Això es traduí en un procés de construcció sense criteris urbanístics, que en molts casos va significar la pèrdua i destrucció d'edificis històrics i elements característics del paisatge urbà i també l'arrasament de jaciments arqueològics.
Altrament, exercint una política continuista a la de Torras Trías va afavorir el moviment veïnal oficialista través de les Asociaciones de Cabezas de Familia, en principi impulsades per persones fidels al règim, que col·laboraven amb les autoritats per promoure obres d'urbanització als diferents barris de la ciutat. Tanmateix, progressivament durant el seu mandat van aparèixer altres reivindicacions ciutadanes en contra d'injustícies i en contra d'accions del consistori amb les quals no estaven d'acord.

### Mort
La seva malaltia i mort el 1974 feu que el càrrec d'alcalde quedés interinament en mans de Josep Guillén Clapés, també del terç familiar i conseller local del Movimiento, fins al 12 de juny, en què fou escollit Isidre Caballería Pla, que intentaria fer una política continuista de la d'Antoja sense èxit a causa del nou clima polític i social a les portes de la transició espanyola. El 9 de març se li dedicà una missa exequial a l'església de Santa Maria i després fou enterrat al cementiri del Sant Crist.